# Руді Штефан
Руді Штефан (нім. Rudi Stephan; 29 липня 1887, Вормс, Велике герцогство Гессен, Німецький союз — 29 вересня 1915, під Тернополем, Королівство Галичини та Володимирії, Долитавщина, Австро-Угорщина) — німецький композитор.

## Біографія
Стефан народився 1887 року і виріс у Вормсі в заможній сім'ї адвокатів. Його батьком був адвокат і політик Карл Штефан. Його дід родом з Геслоха в регіоні Рейн-Гессен. Почав складати музику гімназистом в 1904 році. Наступного року, не закінчивши гімназії, вирушив до Франкфурта-на-Майні для занять теорією музики у Бернхарда Зеклеса. Ще через рік продовжив заняття гармонією та контрапунктом у Мюнхені у Рудольфа Луїса. Власне уроків композиції Штефан, як вважається, ніколи не брав, вирішивши максимально зберігати індивідуальність. Перший завершений твір Штефана належить до 1908 року, в 1911 році він організував перший концерт зі своїх творів. У 1912–1913 роках кілька творів Штефана привернули до нього увагу фахівців: Штефан підписав договір з великим музичним видавництвом Schott, на 1915 року було намічено прем'єра його першої опери «Перші люди» (нім. Die ersten Menschen) у Франкфуртській опері.
Проте з початком Першої світової війни ці перспективи впали. У березні 1915 року під час Першої світової війни Штефан вступив добровольцем до німецької армії і після кількох місяців навчання був направлений на східний фронт до Галичини, де за два тижні після прибуття був убитий. Він загинув на 29-у році життя у Першій світовій війні під Великим Ходачковом на захід від Тернополя.

## Творчість
Через ранню смерть Руді Штефану вдалося завершити лише кілька робіт. Проте навіть за життя він вважався одним із найталановитіших німецьких композиторів свого покоління. Вперше він звернув на себе увагу 16 січня 1911 року на концерті в мюнхенському Тонхалле, що стало можливим завдяки великій фінансовій дотації його батька. У 1915 році вийшов його найважливіший і найбільший твір — опера «Перші люди». На той час Стефан уже був визнаним композитором, чиї твори виходили у видавництві Schott-Verlag. Його музика стоїть на порозі між пізнім романтизмом і модерном і включає як тональну традицію (Ріхард Вагнер), так й імпресіоністичні звуки та вільні тональні розробки, як це можна знайти у раннього Арнольда Шенберга.
«Перші люди» Штефана все ж таки були поставлені у Франкфуртській опері в 1920 році, ставши першою післявоєнною прем'єрою на цій сцені. Того ж року музичний критик Карл Холль випустив монографію про Руді Штефана. З праць Руді Штефана збереглося лише те, що опублікував у друкованому вигляді музичне видавництво Schott. Його маєток було спалено після бомбардування Вормса в лютому 1945 року.
Потім композитора забули, і лише у 1980-ті роки, почалося відродження інтересу для його творчості. Альбом симфонічної музики Штефана записав у 2005 році Мельбурнський симфонічний оркестр під керівництвом Олега Каетані (соліст Сергій Стадлер).
Основні твори Штефана — дві п'єси з однаковою назвою «Музика для оркестру» (нім. Musik für Orchester, 1910 і 1912), «Музика для скрипки та оркестру» (1911), «Музика для семи струнних інструментів» (1911): назви відображають думку композитора про те, що музиці чужі якісь образотворчі завдання і вона нічого, крім самої себе не становить. Пізноромантична тенденція переплітається в музиці Штефана з впливом ідей та практики Арнольда Шенберга.

### Оркестрові твори
- Музика для оркестру нім. Musik für Orchester (1910)[6]
- Музика для оркестру нім. Musik für Orchester (1912)
- Музика для скрипки з оркестром нім. Musik für Geige und Orchester (1911, перепрацьовано 1913)

### Фортепіано та камерна музика
- Для фісгармонії нім. Für Harmonium (серпень 1907 р.)
- Гротеск для скрипки та фортепіано нім. Groteske für Geige und Klavier (1911)
- Музика для семи струнних інструментів нім. Musik für sieben Saiteninstrumente (1911)

### Опера
- «Перші люди» (нім. Die ersten Menschen.). Опера на двох діях за однойменною «еротичною містерією» Отто Борнгребера (1914; прем'єра посмертно 1 липня 1920 у Франкфурті-на-Майні; диригент Людвіг Роттенберг).

### Соло і оркестр
- «Любовний приворот» (нім. Liebeszauber). Балада для баритона з оркестром за Фрідріхом Геббелем (1913)

### Пісні
- Лісова тиша нім. Waldstille (1905)
- Лісовий полудень нім. Waldnachmittag (1906)
- За смерть молодої жінки нім. Auf den Tod einer jungen Frau (1906)
- Опівніч нім. Mitternacht (1907)
- Memento vivere (1907)
- Up de eensame Hallig für tiefe Singstimme und Klavier (1914)
- Два серйозних співи для баритону та фортепіано:
  - Увечері нім. Am Abend (1914)
  - Memento vivere нім. Memento vivere (1913; попередня версія див. вище)
- 6 віршів для голосу та фортепіано з циклу пісень «Я хочу заспівати тобі пісню пісень» нім. 6 Gedichte für Singstimme und Klavier aus dem Liederzyklus „Ich will dir singen ein Hohelied“ (1913—1914, вид. 1921)
- 7 пісень для голосу та фортепіано нім. 7 Lieder für Singstimme und Klavier (1913—1914, опубліковано 1936)

## Ушанування пам'яті
Для збереження спогадів про Руді Стефана, «Altsprachliche Gymnasium», де він навчався, була перейменована на «Rudi-Stephan-Gymnasium». Сьогодні школа Ернста Людвіга розташована в будівлі школи, яку відвідав Штефан.
Ульменштрассе, що на захід від центру міста, була перейменована на «Rudi-Stephan-Allee» на честь Руді Штефана.